# Raspoutine (téléfilm, 1996)
Pour les articles homonymes, voir Raspoutine (homonymie).

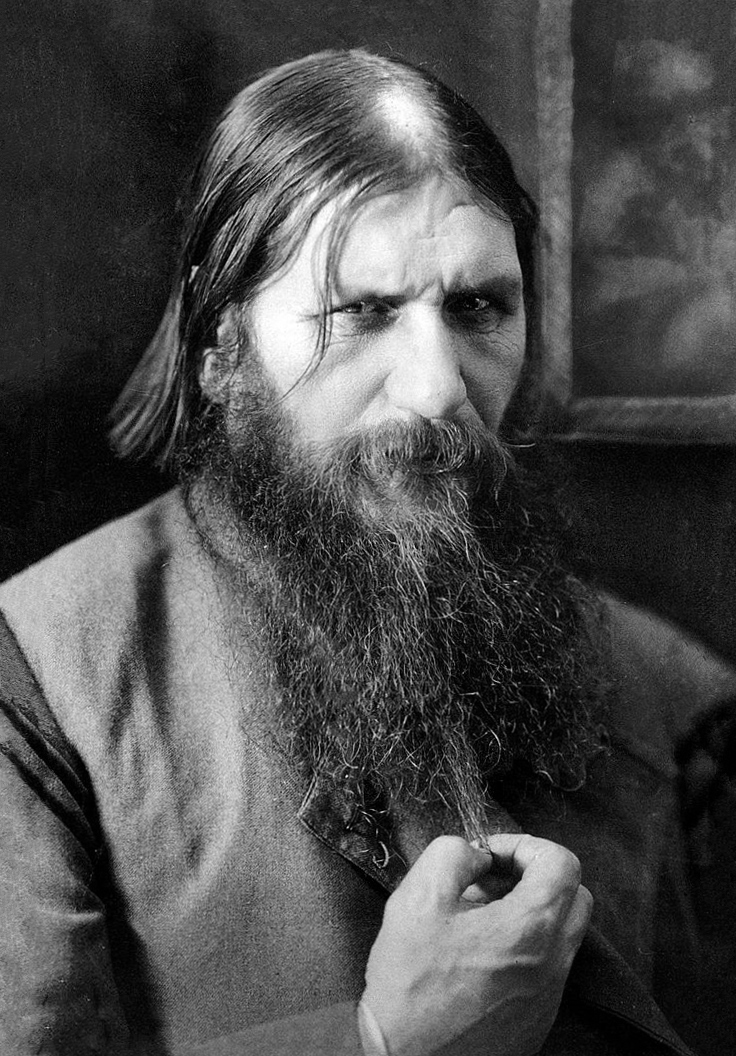
Photographie de Raspoutine - Portrait en noir et blanc - 1916

Raspoutine est un téléfilm biographique de 1996 racontant la vie de Grigori Raspoutine et mettant en vedette Alan Rickman dans le rôle-titre.

## Synopsis
Raspoutine est un fils de paysan né à Pokrovskoïe en Sibérie en 1869. Dès son plus jeune âge, il semble avoir des dons de voyance. Devenu adulte, il croit que la Vierge Marie lui apparaît et se rend à Saint-Pétersbourg où il fait la connaissance de la famille impériale des Romanov. Subjuguée par lui, la tsarine Alexandra le convainc de rester car il est capable d'enrayer les crises d'hémophilie de son fils, le tsarévitch Alexis. Cependant, le tsar Nicolas II n'aime guère ses manières, pas plus que le premier ministre Stolypine, convaincu qu'il est une nuisance pour les Romanov. À Saint-Pétersbourg, Raspoutine mène une vie dissolue. Stolypine le fait surveiller par l'Okhrana mais Alexandra ne croit pas à leurs comptes rendus.
Lorsque la Première Guerre mondiale éclate, l'influence de Raspoutine devient énorme, car il sert de conseiller à Alexandra, qui remplace Nicolas parti diriger les armées. Un complot ayant à sa tête le prince Youssouppov et le député Pourichkévitch parvient non sans mal à l'assassiner. Quelques mois plus tard, les Romanov sont renversés, déportés en Sibérie puis exécutés à Iekaterinbourg.

## Fiche technique
- Titre : Raspoutine
- Titre original : Rasputin
- Autres titres : Rasputin: Dark Servant of Destiny et La fin des Romanov
- Réalisation : Uli Edel
- Scénario : Peter Pruce
- Photographie : Elémer Ragalya
- Montage : Seth Flaum, Dan Rae
- Musique : Brad Fiedel
- Production : Nick Gillott
- Société de production : Home Box Office
- Genre : Drame historique
- Pays :  États-Unis,  Hongrie
- Durée : 135 minutes (version originale) / 96 à 100 min (versions écourtées)
- Langue : Anglais
- Format : Couleur
- Date de diffusion : 23 mars 1996

## Distribution
- Alan Rickman : Grigori Raspoutine
- Ian McKellen  : le tsar Nicolas II
- Greta Scacchi : la tsarine Alexandra
- David Warner : le docteur Botkine
- John Wood : le premier ministre Stolypine
- James Frain : le prince Youssouppov
- Ian Hogg : Pourichkévitch
- Sheila Ruskin : la princesse Marina
- Peter Jeffrey : Hermogène
- Freddie Findlay : le tsarévitch Alexis
- Julian Curry : le docteur Lazovert
- Istvan Bisskei : Derevenko
- Yelena Malashevskaya : la grande-duchesse Olga
- Natasha Reshetnikova : la grande-duchesse Tatiana
- Zsofia Ivony : la grande-duchesse Maria
- Patricia Kovacs : la grande-duchesse Anastasia

## Récompenses
Le film a remporté 3 Golden Globes en 1996 : meilleure mini-série ou téléfilm, meilleur acteur dans une mini-série ou un téléfilm (Alan Rickman) et meilleur acteur dans un second rôle dans une série, mini-série ou un téléfilm (Ian McKellen).
De plus, il a remporté 3 Emmy Award la même année :
- Meilleur acteur dans une mini-série ou téléfilm (Alan Rickman)
- Meilleure actrice de soutien dans une mini-série ou téléfilm (Greta Scacchi)
- Meilleure photographie dans une mini-série ou téléfilm

Il a été en nomination pour 3 autres Emmy Award:
- Meilleure direction artistique dans une mini-série ou téléfilm
- Meilleurs costumes dans une mini-série ou téléfilm
- Meilleur acteur de soutien dans une mini-série ou téléfilm (Ian McKellen)

## Autour du film
- Le film a été tourné en seulement 8 semaines.
- Il a été tourné entre autres à Budapest et Saint-Pétersbourg.

## Inexactitudes historiques
- Dans le film, Stolypine meurt peu après le déclenchement de la Première Guerre mondiale. En réalité, il fut assassiné à Kiev en 1911.
- Lorsque Raspoutine arrive au Palais de Catherine de Tsarskoe Selo, on voit celui-ci tel qu'on peut l'apercevoir aujourd'hui, c'est-à-dire peint en vert et blanc avec des accents. Or en réalité, au début du XXe siècle, il était entièrement rouge. Ce n'est que dans les années 1930 que l'on a changé la couleur de celui-ci.
- Quand Raspoutine va voir la tsarine Alexandra pour la première fois, on le voit entrer dans le palais Alexandre de Tsarskoe Selo mais l'intérieur est celui du Palais d'Hiver de Saint-Pétersbourg.
- À la fin du film, lors de la dernière scène (l'exécution des Romanov), on aperçoit un paysage d'hiver à l'extérieur de la maison. En réalité, les Romanov furent exécutés à Iekaterinbourg  en juillet.